# Casa del Doctor Botey
Casa del Doctor Botey és un edifici del Masnou (Maresme).

## Descripció
Casa de cos de planta rectangular. Consta de planta baixa i tres pisos acabat amb terrat pla a la catalana. La façana es compon a partir d'una simetria que només es trenca a la planta baixa, amb la porta d'entrada i una finestra amb reixa, ambdues de llinda plana. El primer pis es conforma amb un balcó continu amb reixa de ferro i suportat per set mènsules treballades en el que s'hi obren dues balconeres, també de llinda plana i amb guardapols motllurats. A la planta superior hi ha tres petites obertures dobles separades per sengles columnetes de capitells jònics. A l'arquitrau es combinen les mètopes amb els forats de ventilació del terrat.
La superfície del parament de la façana està estucada amb relleu a manera de carreus, amb petites variacions cromàtiques de color beig i blanc en els recrescuts de les llindes i brancals de les obertures i color gris en l'arrebossat del sòcol.

## Història
En aquesta casa hi vivia el Doctor Botey, Josep Botey Puig, personatge molt popular al Masnou.